# Вулиця Ковальська (Львів)
Вулиця Ковальська — вулиця в Личаківському районі Львова, у місцевості Нове Знесіння. Пролягає від вулиці Новознесенської до вулиці Ребета, паралельно вулицям Дніпрової Чайки та Таращанській.

## Історія та забудова
Виникла у складі селища Знесіння у першій третині XX століття, до 1931 року отримала назву вулиця Івана Франка, на честь українського поета і письменника І. Я. Франка. Сучасну назву має з 1946 року.
Забудована одноповерховими конструктивістськими будинками 1930-х років та сучасними приватними садибами.